# Vlčia jama
Vlčia jama – jaskinia krasowa w Krasie Słowacko-Węgierskim na Słowacji.

## Położenie
Znajduje się w środkowej części Płaskowyżu Pleszywskiego (słow. Plešivská planina), blisko jego wschodniego skraju, na wschód od znakowanego żółtym kolorem szlaku turystycznego i na wschód od jaskini Zombor. Wylot jaskini znajduje się na wysokości ok. 640 m n.p.m., w ścianie wielkiego leja krasowego.

## Geologia, morfologia
Jaskinia typu szczelinowo-zapadliskowego, wytworzona jest w wapieniach triasowych, zaliczanych do płaszczowiny silickiej. Ma charakter studni krasowej o głębokości maksymalnej 7 m i długości korytarzy 21 m. Szata naciekowa w znacznym stopniu zwietrzała.

## Historia poznania
Jaskinia znana od dawna miejscowej ludności, zwłaszcza pasterzom z Płaskowyżu Pleszywskiego. Pod koniec II wojny światowej ukrywali się w niej okoliczni mieszkańcy zagrożeni represjami ze strony okupanta.

## Ochrona przyrody
Jaskinia leży na terenie Parku Narodowego Krasu Słowackiego.

## Turystyka
Jaskinia nie jest dostępna do zwiedzania. 